# رنسیال
رنسیال (به انگلیسی: Ransial) یک روستا در پاکستان است که در پنجاب واقع شده‌است. رنسیال ۱۰ کیلومتر مربع مساحت و ۲٬۰۰۰ نفر جمعیت دارد و ۸۱۱ متر بالاتر از سطح دریا واقع شده‌است.